# Robinsichthys arrowsmithensis
Robinsichthys arrowsmithensis és una espècie de peix de la família dels gòbids i de l'ordre dels perciformes.

## Hàbitat
És un peix marí i d'aigües profundes que viu entre 92-586 m de fondària.

## Distribució geogràfica
Es troba al Mar Carib.

## Observacions
És inofensiu per als humans.